# Village People
Village People és una banda disco estatunidenca. El grup, sorgit en discoteques gais als EUA, va ser creat el 1977 pels productors francesos Jacques Morali i Henri Belolo. El nom es va originar del gueto gai de Nova York de l'època, el Greenwich Village, i va ser coneguda per representar fantasies que evocaven símbols de «masculinitat»: policial (Victor Willis), indi nord-americà (Felipe Rose), cowboy (Jeff Olson), fuster (David Hodo), soldat (Alex Briley) i motociclista (Glenn Hughes (1951-2001). El grup va viure l'època daurada de la música disco.

## Discografia
- Village People (1977)
- Macho Man (1978)
- Cruisin (1978)
- Go West (1979)
- Live and Sleazy (1979)
- Can't Stop The Music (1980)
- Renaissance (1981)
- Fox on the Box (1982)
- In the Street (1983)
- Sex Over the Phone (1985)
- Greatest Hits (1988)
- Greatest Hits '89 Remixes (1989)
- The Best Of Village People (1994)
- The Very Best Of (1998)
- 20th Century Masters, The Millennium Collection...The Best Of Village People (2001)